# Valzer per un amore/La canzone di Marinella
Valzer per un amore/La canzone di Marinella è il sesto singolo di Fabrizio De André, pubblicato in Italia dalla Karim nel 1964.

## Tracce
Lato A
1. Valzer per un amore – 3:40 (testo: Fabrizio De André – musica: Gino Marinuzzi)

Lato B
1. La canzone di Marinella – 3:11 (Fabrizio De André)

## Copertina
In copertina, che raffigura una foto del cantautore, lo stesso interpreta col suo semplice nome. All'epoca per sbaglio furono stampate dalla Karim alcune copie con diversi errori sulle etichette del disco (ma non sulla copertina), per esempio il lato A vede la presenza dell'apostrofo nel titolo, mentre sul lato B il titolo diventa La ballata di Marinella e il direttore d'orchestra Giampiero Boneschi.

## Brani

### Valzer per un amore
Il padre di Fabrizio, per alleviare alla moglie i dolori del parto, mise sul giradischi la Suite siciliana di Gino Marinuzzi e, mentre suonava il pezzo più celebre dell'opera, Valzer campestre, Fabrizio vide la luce. Anni dopo, venuto a conoscenza del fatto, De André vi aggiunse delle parole, ispirate a un celebre sonetto di Pierre de Ronsard, Quand vous serez bien vieille (1578). Nacque così Valzer per un amore. La canzone fa parte della raccolta Nuvole barocche del 1969, pubblicata dalla Roman Record Company (RCP 704). Nel 1974 una diversa versione sarà inserita nell'album Canzoni (Produttori Associati, PA/LP 52).

### La canzone di Marinella
Esistono delle stampe del disco con i lati invertiti. La prima incisione su questo singolo è del 1964 ma ebbe poca fortuna commerciale; il brano divenne noto poi grazie alla cover interpretata da Mina nel 1967 nel singolo La canzone di Marinella/I discorsi. Questa versione è presente anche nella prima raccolta del periodo Karim, Tutto Fabrizio De André, pubblicata nel 1966 e ristampata, dopo il fallimento Karim, dalla casa discografica Roman Record Company nel 1968 con il titolo La canzone di Marinella.

## Cover
- La versione di Mina del 1967 e il duetto con Fabrizio del 1997.
- Il singolo di Mina del 2017.
- Le cover di altri artisti.